# Wuerhosaurus
Wuerhosaurus bio je rod dinosaura stegosaurida iz ranokredske Kine. Kao takav, bio je jedan od posljednjih rodova stegosaur koji su ikada živjeli, jer ih je najveći dio živio tijekom kasne jure.

## Otkriće i vrste
Wuerhosaurus homheni tipična je vrsta, koju je 1973. opisao Dong Zhiming. Pripada skupini Tugulu u Xinjiangu, zapadna Kina. Rod je dobio svoj naziv prema gradu Wuerho.
Ostaci su se sastojali od holotipa IVPP V.4006 (nepotpunog kostura bez lubanje) i paratipa IVPP V4007 (tri repna kralješka druge jedinke) . Isti istrživač je 1993. učinio službenom jednu manju vrstu iz formacije Ejinhoro u bazenu Ordos u unutarnjoj Mongoliji - W. ordosensis. Ona se temelji na primjerku IVPP V6877, nepotpunom skeletu kojem nedostaje lubanja, koji je Pronađen 1988. godine.
Susannah Maidment i kolege su 2008. predložili da bi se rod Wuerhosaurus trebao smatrati mlađim sinonimom za Stegosaurus, s tipičnom vrstom W. homheni sinonimom za Stegosaurus homheni, a vrstom W. ordosensis nomen dubiumom. Ta teorija se, međutim osporava.

### Rasprostranjenost
Wuerhosaurus homheni
- Grupa Tugulu

Wuerhosaurus ordosensis
- Formacija Ejinhoro

## Opis
Wuerhosaurus homheni bio je vjerojatno životinja širokog tijela. Gregory S. Paul je 2010. procijenio njegovu dužinu na 7 m, a težinu na četiri tone. Pronađen je samo nekoliko raštrkanih kostiju, pa je potpuna restauracija teška. Njegove leđne ploče su isprva smatrane mnogo okruglijim ili ravnijim nego kod ostalih stegosaurida, ali Maidment je utvrdio da je to bila iluzija izazvana prijelomima: njihov pravi izgled i raspored ostaju nepoznati. W. homheni je imao je zdjelicu kod koje je Os ilii jako stršio prema van, što ukazuje na vrlo širok trbuh. Dijelovi kralježaka koji podsjećaju na bodlje (processus spinosus vertebrae) bili su najduži pri početku repa.
Paul je procijenio duljinu W. ordosensis na 5 metara, a težinu na 1,2 tone. Ta je vrsta također imala široku zdjelicu, ali spomenuti dio kralježaka bio je kraći. Čini se da je vrat bio relativno dug.

## Paleobiologija
Tijelo Wuerhosaurusa bilo je bliže tlu nego kod većine drugih stegosaurida. Znanstvenici vjeruju da je to bila prilagodba prehrani niskorastućom vegetacijom. Wuerhosaurus je možda, kao i ostali stegosauridi, imao bodlje na kraju repa. Dong je pronašao samo jednu bodlju, ali ona se nalazila na ramenu.

## Vanjske poveznice
- Wuerhosaurus  Arhivirana inačica izvorne stranice od 29. srpnja 2009. (Wayback Machine) na Thescelosaurus!, pristupljeno 4. lipnja 2014.